# 國王學院 (紐約市)
國王學院 (紐約市)（英語：The King's College）是位於美國紐約市的ㄧ所非宗派教會博雅教育的私立學院。這間大學是由波西克佛德在1938年所成立的，當時的學院位置在貝爾馬爾 (紐澤西州)。1941年，這間學院搬到德拉瓦州。1955年，再搬到紐約州的布賴爾克利夫馬諾 (紐約州)。在嚴重特殊傳染性肺炎疫情之後，這間學院面臨到資金不足的問題。學院的資金缺口有兩百六十萬美金，於是校方舉辦了一個"搶救國王(Save King's)"的募資活動，最後只募到了五十萬美金。

## 學術
- 根據美國新聞與世界報導，國王學院排名在國家級文理學院第169名[5]。

## 資料來源
1. ↑  2015-2025New York State Education Department
2. ↑  The King's College in New York City visiting program
3. ↑  The Second Life of a Christian College in Manhattan Nears Its End
4. ↑  How a small Christian college in New York is trying to pull itself from the brink financial ruin
5. ↑  U.S.News The King's College Rankings

## 外部連結
- 國王學院 (紐約市）官方網站